# تأثير السقف (الإحصاء)

## تأثير السقف (إحصائيًا)
يلاحظ تأثير السقف عندما لا يعود للمتغير المستقل تأثير على متغير تابع، أو أن التباين في متغير مستقل لم يعُد في مستوى قابل للقياس. استخدام هذا المصطلح اختلافًا بسيطًا في مجالين اثنين: الدوائي والإحصائي. مثال على استخدامه في المجال الأول، هو تأثير السقف في العلاج، والذي يكمُن في عدم تأثير الأدوية المُسكِنة على الألم عند زيادة الجرعة عن مستوى معين (انظر أيضًا: تأثير السقف في علم الأدوية). أمّا في مجال الإحصاء فيتم استخدامه في جمع البيانات، عن طريق استقصاءٍ يحدد جميع المجيبين في فئات الإيراد، دون تمييز إيرادات المجيبين التي تتجاوز أعلى مستوى يُقاس في أداة الدراسة الاستقصائية. وأعلى مستوى يمكن تسجيله يشكل «سقفًا» يؤدي إلى عدم الدقة في القياس، فنطاق المتغير التابع لا يشمل القيم الحقيقية لهذا السقف. يحدث تأثير السقف عندما يتضمن مقياسًا ما نطاقًا محددًا من الدرجات سواءً أكانت عند القيمة القصوى للمتغير التابع أو أعلى.

## جمع البيانات
هنالك عدة مشاكل تواجَه في جمع البيانات في العديد من التخصصات العلمية، وهي عندما لا يقاس التباين في متغير تابع، أو عندما يُقدَّر فوق مستوى معين، وفي العادة تكون هذه المشاكل نتيجة لقيود على أدوات جمع البيانات. فتأثير السقف في مجال جمع البيانات، هو وصول عدد من الدرجات إلى أعلى مستوى لأداة القياس.

### القيود المفروضة علىانحياز الاستجابة
و يحدث التحيز في الاستجابة عادة في البحوث المتعلقة بالمسائل التي قد تكون لها أُسُس أخلاقية أو ذات الدلالات السلبية. بعض المشاركين يفشلون في القياس، لاعتقادهم أنه قد يتم النظر إلى الدقة بشكل سلبي. قد تتضمن دراسة استقصائية للسكان حول متغيرات نمط المعيشة التي تؤثر على الصحة سؤالًا عن التدخين. للتأكد من عدم رفض المدخنين بإسراف إعطاء استجابة دقيقة حول التدخين. أعلى مستوى تم تسجيله في أداة القياس كان «علبتا سجائر في اليوم أو أكثر». فيَنتُج تأثير سقف بحيث لا يمكن تمييز من يدخن ثلاثة علب سجائر من الذي يدخن علبتان ونصف تمامًا.
و قد يكون أعلى مستوى استجابة للسكان تم الوصول إليه في دراسة استقصائية بشأن الدخل هو "100,000" دولار سنويًا أو أكثر، كما قد يرفض المجيبون الإجابة عن أسئلة الدراسة الاستقصائية إذا كانت تحدد دخلهم بشكل دقيق. ويؤدي ذلك أيضًا إلى تأثير سقف لا يميز بين من يتقاضى 500,000 دولار سنويًا أو أكثر من أولئك الذين يبلغ دخلهم 100,000 دولار في السنة. دور انحياز الاستجابة في إحداث تأثير سقف يكون من خلال اعتقاد المجيبين أن الاستجابة المرغوب بها هي أعلى مستوى يُسجَل، مما يؤدي إلى تجميع نقاط البيانات. إذا تمت محاولة منع انحياز الاستجابة، في حالة الاستقصاء عن التدخين على سبيل المثال، سيؤدي ذلك إلى تأثير سقف من خلال التخطيط الأساسي للمقياس.

### القيود المفروضة على نطاق أداة القياس
يمكن أن تكون هنالك قيود معينة في أداة القياس لتقييد بعض البيانات التي يتم جمعها. وكثيرًا ما يكون لأداة القياس القدرة على التبديل بين تأثير السقف وتأثير الحد الأدنى. إذا كان هنالك متغير تابع يُقاس على مقياس اسمي ولم تستجب فئات الاستجابة للمجموعات التي تحتوي على القيم العليا، يجب أن تتضمن القيمة القصوى جميع القيم فوق نهاية المقياس. فيؤدي ذلك إلى تأثير سقفٍ نتيجة لجمع المجيبين في الفئة القصوى الوحيدة مع عدم الحصول على تمثيل دقيق للمنحنى بعد تلك النقطة. تحدث هذه المشكلة عند الاستجابة باسخدام أسلوب معين (أسلوب القوس).
```
    ويقال إن تأثير السقف يحدث عندما تكون لدى نسبة عالية من الأشخاص في الدراسة أقصى القيم من المتغير المٌلاحَظ،  مما يجعل التمييز بين المواضيع ذات القيم الأعلى أمرًا مستحيلًا، فمثلًا قد يحصل 50٪ من الطلبة في امتحان ما على درجة 100٪ في حين أن هذا الاختبار قد يكون بمثابة اختبار عتبة مفيد،  إلا أنه لا يسمح بترتيب أفضل المؤدّين، لذلك يتم تضمين فحص نتائج الاختبار في التحقق من صحة الأدوات مثل تلك التي تستخدم لقياس جودة الحياة،
[
5
]
 ومن أجل الحصول على تأثير السقف المحتمل وتأثير الحد الأدنى العكسي         
```

في مثل هذه الحالة، يمنع تأثير السقف الأداة من ملاحظة القياس الأعلى من بعض الحدود الغير متعلقة بالشكل الخارجي للظاهرة، بل المتعلقة بتصميم الأداة. على سبيل المثال، يمكن قياس ارتفاع الأشجار ذات ارتفاع 20 مترًا فقط، إذا كانت هنالك أدلة أخرى على وجود أشجار أطول من 20مترًا.
إن استخدام المسطرة التي يبلغ طولها 20 مترًا كوسيلة وحيدة لقياس الأشجار سيفرض سقفًا على جمع البيانات حول ارتفاع الشجرة. تحد كل من تأثيرات السقف وتأثيرات الحد الأدنى من نطاق البيانات التي يسجلها الجهاز، مما يقلل من التباين في البيانات التي تم جمعها. قد يقلل التباين المحدود في بيانات متغير واحد من قوّة الإحصاء على العلاقة بين هذا المتغير ومتغير آخر.

#### اختبارات القبول في الكليّات
في الدول التي تستخدم اختبارات القبول كعنصر رئيسي لتقييم أهلية الطالب للحصول على الدراسة في الكلية أو الجامعة، تُظهِر البيانات التي تم جمعها مستويات مختلفة لأداء المتقدمين في الاختبارات. عندما يكون لاختبار القبول أقصى درجة ممكنة يمكن تحقيقها بدون أداء مثالي، فإن مقياس درجات الاختبار سيكون له تأثير سقف.  إضافة إلى ذلك إذا كان محتوى الاختبار سهلًا للعديد من المتقدمين، فقد لا يعكس الاختلافات الفعلية في الأداء بينهم في النهاية العليا لنطاق أداء الاختبار (كما سيتم اكتشاف الاختلافات باستخدام أدوات أخرى). توضح اختبارات الرياضيات المستخدمة للقبول في الكليات في الولايات المتحدة والاختبارات المماثلة المستخدمة للقبول الجامعي في بريطانيا كلًّا من هذه الظواهر.

#### علم النفس المعرفي
في علم النفس المعرفي، تتم دراسة العمليات الذهنيّة مثل حل المشكلات والقدرة على الحفظ باستخدام التعاريف التشغيلية والتي تعطي قياسات واضحة.  هنالك مقياس شائع وهو الوقت المُستغرَق للاستجابة لمنبه معين. عند دراسة هذا المتغير، قد يكون السقف هو أقل عدد ممكن (أقل عدد من المللي ثوانٍ للاستجابة)، بدلاً من أعلى قيمة، كما هو الحال في التفسير المعتاد لـ «السقف». في دراسات زمن الاستجابة، قد يحدث سقفًا في القياسات بسبب تجمع واضح حول الحد الأدنى من الوقت (مثل أسرع وقت سُجل في التجربة.  ومع ذلك،  يمكن أن تمثل هذه المجموعة في الواقع حدًا فسيولوجيًا طبيعيًا لوقت الاستجابة، بدلاً من حساسية ساعة الإيقاف (والذي سيشكل تأثير السقف). يمكن للدراسات الإحصائية الإضافية، والحُكم العلمي،  أن يحسم ما إذا كانت الملاحظات بسبب السقف أم هي حقيقة الأمر.

### مصداقية قيود الأداة

#### اختبار الذكاء
بعض المؤلفين يكتبون عن الآثار السلبية لتأثيرات السقف في اختبار الذكاء على الأشخاص،  يقول هؤلاء المؤلفون أن هذه السقوف تؤدي أحيانًا إلى التقليل المنتظم من حاصل الذكاء للأشخاص الموهوبين فكريًا. 
| يمكن أن تختلف درجات معدل الذكاء لنفس الشخص في اختبارات الذكاء المختلفة (من سن 12إلى 13عامًا).(بيانات الجدول النتيجة وأسماء التلاميذ تعود لوصف دراسة وضع معايير KABC-II في (Kaufman) عام2009). |         |          |        |
| Pupil | KABC-II | WISC-III | WJ-III |
| آشر | 90      | 95       | 111    |
| بريانا | 125     | 110      | 105    |
| كولين | 100     | 93       | 101    |
| دانيكا | 116     | 127      | 118    |
| إلفا | 93      | 105      | 93     |
| فريتز | 106     | 105      | 105    |
| جورجي | 95      | 100      | 90     |
| هكتور | 112     | 113      | 103    |
| اميلدا | 104     | 96       | 97     |
| خوسيه | 101     | 99       | 86     |
| كيوكو | 81      | 78       | 75     |
| ليو | 116     | 124      | 102    |

في هذه الحالة، من الضروري التمييز بعناية بين طريقتين مختلفتين لاستخدام مصطلح «السقف» في الكتابات حول اختبار الذكاء. تُفرض نطاقات أسقف الاختبارات من العناصر بطريقة تدريجية تبدأ بالعناصر الأكثر صعوبة.  اختبار الذكاء الذي يحتوي مجموعة من الأسئلة الأكثر صعوبة تدريجيا يكون له سقف أعلى من اختبار ذو نطاق ضيق وعدد قليل من العناصر الصعبة. تؤدي تأثيرات السقف إلى عدم القدرة، أولاً، على التمييز بين الموهوبين (سواء كانوا موهوبين بشكل معتدل أو موهوبين بشدّة وما إلى ذلك)، وثانيًا، ينتج التصنيف الخاطئ لبعض الأشخاص الموهوبين على أنه أعلى من المتوسط، ولكن لا يتم تصنيفهم كموهوبين.

افترض أن اختبار الذكاء له ثلاث اختبارات فرعية: تشبيه المفردات والحساب والصور. يتم توزيع الدرجات على كل من الاختبارات الفرعية (راجع: متغير موسط مختزل)  ثم جمعها معًا للحصول على درجة  مركبّة. فلنفترض الآن أن جو يحصل على الدرجة القصوى 20 في اختبار الحساب، لكنه يحصل على 10 من أصل 20 في اختبار المفردات واختبار القياس. هل من العدل القول أن مجموع نقاط جو 20+ 10+ 10، أو 40، يمثل قدرته الإجمالية؟ الجواب لا، لأن جو حقق أقصى درجة ممكنة من 20 في اختبار الحساب. لو كان الاختبار الحسابي يتضمن عناصر إضافية أكثر صعوبة، لكان قد حصل على 30 نقطة في هذا الاختبار الفرعي، مما أدى إلى نتيجة «حقيقية» وهي 30+ 10+ 10أو 50. قارن أداء جو بأداء جيم، الذي سجل 15+ 15+ 15أو 45، دون الوصول لأي سقف في أحد الاختبارات الفرعية. في الصيغة الأصلية للاختبار، كان أداء جيم أفضل من جو (45مقابل 40)، في حين أن جو هو الذي كان يجب أن يحصل على «مجموع» ذكاء أعلى (حصل على 50 علامة مقابل 45 علامة لجيم) من خلال اختبار يحتوي على عناصر حسابية أكثر صعوبة.